# Scolopostethus tropicus
Scolopostethus tropicus är en insektsart som först beskrevs av William Lucas Distant 1882.  Scolopostethus tropicus ingår i släktet Scolopostethus och familjen Rhyparochromidae. Inga underarter finns listade i Catalogue of Life.